# Gloster III
Il Gloster III  era un idrocorsa realizzato per partecipare alla Coppa Schneider del 1925.

## Storia del progetto
L'edizione 1924 della Coppa Schneider, che l'anno precedente era stata vinta dall'U.S. Navy con il Curtiss CR-3 pilotato da David Rittenhouse, non si tenne a causa della mancanza di sfidanti. La Gran Bretagna aveva preparato il Gloster II, il cui primo prototipo andò perso durante il primo volo, avvenuto il 19 settembre 1924. Poiché non vi era abbastanza tempo per preparare il secondo esemplare per la competizione, prevista nel mese di ottobre, e nessun'altra nazione europea aveva un velivolo pronto alla gara, sportivamente gli americani la rimandarono al 1925.
Per competere nella nuova sfida, nel febbraio 1925 l'Air Ministry ordinò alla Gloster Aircraft Company di progettare e costruire due esemplari di un nuovo idrovolante da competizione, che fu designato Gloster III. Il costo totale dei due aerei doveva essere pari a 16 000 sterline.
Il primo prototipo, numero di serie N194, effettuò i collaudi preliminari a Felixstowe il 16 agosto, e andò in volo per la prima volta nelle mani del collaudatore Hubert Broad il 29 dello stesso mese, mentre il secondo velivolo (con l'immatricolazione civile G-EBLJ e serial militare N195) lo seguì pochi giorni nelle mani di Bert Hinkler.

## Descrizione tecnica
L'aereo era un biplano, monoposto, monomotore. La configurazione alare biplana, prevedeva ali di uguale apertura, costruite in legno e ricoperte in tela. Con un'apertura alare di 6,1 m (20 ft), il Gloster III era il più piccolo aereo britannico mai costruito con quell'apertura alare fino a quel momento. La fusoliera monoscocca, costruita in legno, era estremamente leggera e ricoperta da tela.
Il propulsore installato era un Napier Lion VII a 12 cilindri a W raffreddati a liquido, erogante la potenza di 700 hp (522 kW) ed azionante un'elica metallica bipala a passo variabile Fairey Reed. I due radiatori di raffreddamento tipo Lamblin erano posizionati sul bordo anteriore di entrata dell'ala inferiore.
I due galleggianti gemelli, costruiti in duralluminio dalla Short Brothers, ognuno dei quali conteneva 368 libbre di carburante, erano sorretti ciascuno da una coppia di montanti a V, rinforzati da tiranti in acciaio.

## Impiego operativo
I due piloti ebbero poco tempo per addestrarsi al volo sul Gloster III. L'esemplare N194 andò in volo solo quattro volte e l'N195 una volta prima di partire per gli Stati Uniti d'America. Quando il Supermarine S.4 si schiantò durante i voli di collaudo, il 23 ottobre 1925, l'esemplare N195, che era stato portato negli USA come aereo di riserva, fu preparato per partecipare alla gara al posto del monoplano Supermarine, avendo come pilota Hinkler.
La mattina della gara, tuttavia, l'N195 rimase danneggiato durante i test di flottaggio, lasciando solo Broad, con l'N194 a difendere i colori della squadra inglese nel corso della gara del pomeriggio. Durante la competizione tenutasi a Baltimora il Gloster III fu surclassato dal Curtiss R3C americano, e la gara fu vinta dal tenente James Doolittle che fece registrare una velocità media di 232,573 mph (374,443 km/h),  33 mph (53 km/h) più veloce del Gloster III di Broad, che registrò una velocità di 199,091 miglia orarie (320,537 km/h),  mentre Giovanni De Briganti su Macchi M.33 si classificò al terzo posto, e i rimanenti due Curtiss R3C non terminarono la gara.
Dopo la Coppa Schneider, i due Gloster III furono riportati a Cheltenham, nel Regno Unito, ed una volta modificati furono utilizzati per l'addestramento dei piloti dello High Speed Flight della Royal Air Force in preparazione alla gara del 1927.

## Versioni
- Gloster III: due esemplari nella versione originale, dotata di motore Napier Lion da 700 hp (522 kW).
- Gloster IIIA: un esemplare con impennaggio di coda modificato per risolvere i problemi di stabilità riscontrati durante il primo volo.[6]
- Gloster IIIB: l'esemplare N195 modificato dopo il rientro in Gran Bretagna dalla Coppa Schneider del 1925, con l'adozione di quattro radiatori di raffreddamento laminari, posizionati uno dentro ogni semiala, e impennaggio di coda modificato. La velocità massima risultò aumentata a 406 km/h.[11]

## Utilizzatori

### Militari
Regno Unito
Royal Air Force - High Speed Flight

### Annotazioni
1. ↑  Inoltre l'Air Ministry emise un ordine supplementare alla Supermarine per la realizzazione del monoplano S.4.
2. ↑  L'aereo ricevette la matricola militare il 3 giugno 1925.